# Joseph Augustine Wade
Joseph A Wade (Dublín, Irlanda, 15 de juliol de 1796 - Londres, Regne Unit, 29 de setembre de 1845) fou un director d'orquestra i compositor irlandès.
Adquirí extraordinària popularitat com a compositor d'àries i balades, també va escriure les operetes titulades:
- The two Houses of Granada,
- The pupil of Da Vinci,
- Convent Belles
- The Prophecy, (oratori),
- El duetto titulat I've wandered in dreams, i d'altres melodies vocals, aconseguiren fer-se famoses i a mitjan segle xix en tots els països de llengua anglesa.